# US Open 2009
Die 129. US Open sind ein internationales Tennisturnier und fanden vom 31. August bis zum 14. September 2009 im USTA Billie Jean King National Tennis Center im Flushing-Meadows-Park in New York, USA statt.
Titelverteidiger im Einzel waren Roger Federer bei den Herren sowie Serena Williams bei den Damen. Im Herrendoppel waren Bob Bryan und Mike Bryan, im Damendoppel Cara Black und Liezel Huber die Titelverteidiger. Cara Black und Leander Paes waren die Titelverteidiger im Mixed.
Gewissermaßen waren diese US Open ein Turnier der Überraschungssieger oder zumindest nicht das Turnier der Titelverteidiger. Zwar schafften diese in drei von fünf Bewerben den Sprung ins Finale (und zweimal ins Halbfinale), doch gelang keinem die erfolgreiche Verteidigung des Titels.
Während im Damen- und Herrendoppel die jeweils an vier gesetzten Teams den Titel einfuhren, gelang dem ungesetzten US-Duo Carly Gullickson und Travis Parrott ein echter Überraschungscoup. Auch dass die mit einer Wildcard gestartete Kim Clijsters ihr Comeback auf die WTA Tour gleich mit einem Majortitel krönen würde, war von den Buchmachern nicht erwartet worden. Und zu guter Letzt, der Sieg Juan Martin del Potros über den Schweizer Maestro Roger Federer in fünf Sätzen und damit der erste Majortitel für den zwanzigjährigen Argentinier.
Aufgrund einer Regenunterbrechung und der daraus resultierenden Spielplanverschiebung wurde das Herrenfinale, wie schon ein Jahr zuvor, erst am Montag ausgetragen.
Die seit Donnerstagabend wiederkehrenden Regenschauer hatten erneut die Diskussion über den Bau eines Dachs über dem Arthur Ashe Stadium angeregt. Bei den Australian Open und den Wimbledon Championships sind die Centre Courts bereits mit einer entsprechenden Konstruktion ausgestattet, im Stade Roland Garros ist ein Dach zumindest geplant.
Den Titel der Juniorinnen sicherte sich Heather Watson aus dem Großbritannien.

## Herreneinzel
Sieger: Juan Martín del Potro
Setzliste
| Nr. | Spieler               | Erreichte Runde |
| --- | --------------------- | --------------- |
| 01. | Roger Federer         | Finale          |
| 02. | Andy Murray           | Achtelfinale    |
| 03. | Rafael Nadal          | Halbfinale      |
| 04. | Novak Đoković         | Halbfinale      |
| 05. | Andy Roddick          | 3. Runde        |
| 06. | Juan Martín del Potro | Sieg            |
| 07. | Jo-Wilfried Tsonga    | Achtelfinale    |
| 08. | Nikolai Dawydenko     | Achtelfinale    |
| 09. | Gilles Simon          | 3. Runde        |
| 10. | Fernando Verdasco     | Viertelfinale   |
| 11. | Fernando González     | Viertelfinale   |
| 12. | Robin Söderling       | Viertelfinale   |
| 13. | Gaël Monfils          | Achtelfinale    |
| 14. | Tommy Robredo         | Achtelfinale    |
| 15. | Radek Štěpánek        | Achtelfinale    |
| 16. | Marin Čilić           | Viertelfinale   |

| Nr. | Spieler               | Erreichte Runde |
| --- | --------------------- | --------------- |
| 17. | Tomáš Berdych         | 3. Runde        |
| 18. | David Ferrer          | 2. Runde        |
| 19. | Stanislas Wawrinka    | 1. Runde        |
| 20. | Tommy Haas            | 3. Runde        |
| 21. | James Blake           | 3. Runde        |
| 22. | Sam Querrey           | 3. Runde        |
| 23. | Philipp Kohlschreiber | 3. Runde        |
| 24. | Juan Carlos Ferrero   | Achtelfinale    |
| 25. | Mardy Fish            | Rückzug         |
| 26. | Paul-Henri Mathieu    | 1. Runde        |
| 27. | Ivo Karlović          | 1. Runde        |
| 28. | Victor Hănescu        | 1. Runde        |
| 29. | Igor Andrejew         | 1. Runde        |
| 30. | Viktor Troicki        | 2. Runde        |
| 31. | Lleyton Hewitt        | 3. Runde        |
| 32. | Nicolás Almagro       | 3. Runde        |

## Dameneinzel
Siegerin: Kim Clijsters
Setzliste
| Nr. | Spielerin           | Erreichte Runde |
| --- | ------------------- | --------------- |
| 01. | Dinara Safina       | 3. Runde        |
| 02. | Serena Williams     | Halbfinale      |
| 03. | Venus Williams      | Achtelfinale    |
| 04. | Jelena Dementjewa   | 2. Runde        |
| 05. | Jelena Janković     | 2. Runde        |
| 06. | Swetlana Kusnezowa  | Achtelfinale    |
| 07. | Wera Swonarjowa     | Achtelfinale    |
| 08. | Wiktoryja Asaranka  | 3. Runde        |
| 09. | Caroline Wozniacki  | Finale          |
| 10. | Flavia Pennetta     | Viertelfinale   |
| 11. | Ana Ivanović        | 1. Runde        |
| 12. | Agnieszka Radwańska | 2. Runde        |
| 13. | Nadja Petrowa       | Achtelfinale    |
| 14. | Marion Bartoli      | 2. Runde        |
| 15. | Samantha Stosur     | 2. Runde        |
| 16. | Virginie Razzano    | 1. Runde        |

| Nr. | Spielerin               | Erreichte Runde |
| --- | ----------------------- | --------------- |
| 17. | Amélie Mauresmo         | 2. Runde        |
| 18. | Li Na                   | Viertelfinale   |
| 19. | Patty Schnyder          | 2. Runde        |
| 20. | Anabel Medina Garrigues | 2. Runde        |
| 21. | Zheng Jie               | 3. Runde        |
| 22. | Daniela Hantuchová      | Achtelfinale    |
| 23. | Sabine Lisicki          | 2. Runde        |
| 24. | Sorana Cîrstea          | 3. Runde        |
| 25. | Kaia Kanepi             | 1. Runde        |
| 26. | Francesca Schiavone     | Achtelfinale    |
| 27. | Alissa Kleibanowa       | 1. Runde        |
| 28. | Sybille Bammer          | 1. Runde        |
| 29. | Marija Scharapowa       | 3. Runde        |
| 30. | Aljona Bondarenko       | 2. Runde        |
| 31. | Jelena Wesnina          | 3. Runde        |
| 32. | Ágnes Szávay            | 1. Runde        |

## Herrendoppel
Sieger: Lukáš Dlouhý und Leander Paes
Setzliste
| Nr. | Paarung                              | Erreichte Runde |
| --- | ------------------------------------ | --------------- |
| 01. | Bob Bryan Mike Bryan                 | Halbfinale      |
| 02. | Daniel Nestor Nenad Zimonjić         | Viertelfinale   |
| 03. | Mahesh Bhupathi Mark Knowles         | Finale          |
| 04. | Lukáš Dlouhý Leander Paes            | Sieg            |
| 05. | Maks Mirny Andy Ram                  | Halbfinale      |
| 06. | Mariusz Fyrstenberg Marcin Matkowski | 1. Runde        |
| 07. | Wesley Moodie Dick Norman            | Viertelfinale   |
| 08. | Bruno Soares Kevin Ullyett           | 2. Runde        |

| Nr. | Paarung                          | Erreichte Runde |
| --- | -------------------------------- | --------------- |
| 09. | Łukasz Kubot Oliver Marach       | 1. Runde        |
| 10. | František Čermák Michal Mertiňák | 2. Runde        |
| 11. | Martin Damm Robert Lindstedt     | Achtelfinale    |
| 12. | Simon Aspelin Paul Hanley        | 1. Runde        |
| 13. | Travis Parrott Filip Polášek     | 1. Runde        |
| 14. | Ashley Fisher Jordan Kerr        | 1. Runde        |
| 15. | Stephen Huss Ross Hutchins       | 1. Runde        |
| 16. | Marcelo Melo André Sá            | 2. Runde        |

## Damendoppel
Siegerinnen: Serena Williams und Venus Williams
Setzliste
| Nr. | Paarung                                            | Erreichte Runde |
| --- | -------------------------------------------------- | --------------- |
| 01. | Cara Black Liezel Huber                            | Finale          |
| 02. | Anabel Medina Garrigues Virginia Ruano Pascual     | Achtelfinale    |
| 03. | Samantha Stosur Rennae Stubbs                      | Halbfinale      |
| 04. | Serena Williams Venus Williams                     | Sieg            |
| 05. | Daniela Hantuchová Ai Sugiyama                     | Achtelfinale    |
| 06. | Nuria Llagostera Vives María José Martínez Sánchez | Viertelfinale   |
| 07. | Hsieh Su-wei Peng Shuai                            | 2. Runde        |
| 08. | Bethanie Mattek-Sands Nadja Petrowa                | Viertelfinale   |

| Nr. | Paarung                               | Erreichte Runde |
| --- | ------------------------------------- | --------------- |
| 09. | Anna-Lena Grönefeld Patty Schnyder    | Achtelfinale    |
| 10. | Marija Kirilenko Jelena Wesnina       | Viertelfinale   |
| 11. | Yan Zi Zheng Jie                      | Viertelfinale   |
| 12. | Vania King Monica Niculescu           | Achtelfinale    |
| 13. | Alissa Kleibanowa Jekaterina Makarowa | Halbfinale      |
| 14. | Sania Mirza Francesca Schiavone       | 2. Runde        |
| 15. | Raquel Kops-Jones Abigail Spears      | 1. Runde        |
| 16. | Wiktoryja Asaranka Wera Swonarjowa    | 2. Runde        |

## Mixed
Sieger: Carly Gullickson und Travis Parrott
Setzliste
| Nr. | Paarung                          | Erreichte Runde |
| --- | -------------------------------- | --------------- |
| 01. | Liezel Huber Mahesh Bhupathi     | Halbfinale      |
| 02. | Cara Black Leander Paes          | Finale          |
| 03. | Lisa Raymond Marcin Matkowski    | Viertelfinale   |
| 04. | Anna-Lena Grönefeld Mark Knowles | Achtelfinale    |

| Nr. | Paarung                              | Erreichte Runde |
| --- | ------------------------------------ | --------------- |
| 05. | Hsieh Su-wei Kevin Ullyett           | Halbfinale      |
| 06. | Nadja Petrowa Maks Mirny             | Viertelfinale   |
| 07. | Rennae Stubbs Robert Lindstedt       | Viertelfinale   |
| 08. | Bethanie Mattek-Sands Nenad Zimonjić | Viertelfinale   |

## Junioreneinzel
Sieger: Bernard Tomic
Setzliste
| Nr. | Spieler          | Erreichte Runde |
| --- | ---------------- | --------------- |
| 01. | Yuki Bhambri     | Viertelfinale   |
| 02. | Daniel Berta     | 1. Runde        |
| 03. | Bernard Tomic    | Sieg            |
| 04. | Huang Liang-chi  | 1. Runde        |
| 05. | Agustín Velotti  | 1. Runde        |
| 06. | Lim Yong-kyu     | 2. Runde        |
| 07. | Andrea Collarini | Achtelfinale    |
| 08. | Gianni Mina      | Halbfinale      |

| Nr. | Spieler           | Erreichte Runde |
| --- | ----------------- | --------------- |
| 09. | Shūichi Sekiguchi | 1. Runde        |
| 10. | Facundo Argüello  | 1. Runde        |
| 11. | Kevin Krawietz    | 1. Runde        |
| 12. | Julien Obry       | 2. Runde        |
| 13. | Julen Urigüen     | 1. Runde        |
| 14. | David Souto       | 1. Runde        |
| 15. | Dominik Schulz    | 2. Runde        |
| 16. | Denis Kudla       | Viertelfinale   |

## Juniorinneneinzel
Siegerin: Heather Watson
Setzliste
| Nr. | Spielerin               | Erreichte Runde |
| --- | ----------------------- | --------------- |
| 01. | Kristina Mladenovic     | 1. Runde        |
| 02. | Noppawan Lertcheewakarn | Viertelfinale   |
| 03. | Tímea Babos             | 2. Runde        |
| 04. | Sloane Stephens         | Achtelfinale    |
| 05. | Ajla Tomljanović        | 2. Runde        |
| 06. | Silvia Njirić           | Achtelfinale    |
| 07. | Lauren Embree           | 2. Runde        |
| 08. |                         |                 |

| Nr. | Spielerin        | Erreichte Runde |
| --- | ---------------- | --------------- |
| 09. | Darja Gawrilowa  | Halbfinale      |
| 10. | Richèl Hogenkamp | Achtelfinale    |
| 11. | Heather Watson   | Sieg            |
| 12. | Tamaryn Hendler  | Achtelfinale    |
| 13. | Miyabi Inoue     | 1. Runde        |
| 14. | Jana Čepelová    | Viertelfinale   |
| 15. | Ulrikke Eikeri   | Achtelfinale    |
| 16. | Beatrice Capra   | Viertelfinale   |

## Juniorendoppel
Sieger: Márton Fucsovics und Hsieh Cheng-peng
Setzliste
| Nr. | Paarung                          | Erreichte Runde |
| --- | -------------------------------- | --------------- |
| 01. | Yuki Bhambri Huang Liang-chi     | 1. Runde        |
| 02. | Facundo Argüello Agustín Velotti | Halbfinale      |
| 03. | Francis Alcantara Daniel Berta   | 1. Runde        |
| 04. | Jeong Suk-young Lim Yong-kyu     | 1. Runde        |

| Nr. | Paarung                              | Erreichte Runde |
| --- | ------------------------------------ | --------------- |
| 05. | Andrea Collarini Nicolaas Scholtz    | 1. Runde        |
| 06. | Pierre-Hugues Herbert Kevin Krawietz | Viertelfinale   |
| 07. | Hiroyasu Ehara Shūichi Sekiguchi     | 1. Runde        |
| 08. | Arthur De Greef Gianni Mina          | 1. Runde        |

## Juniorinnendoppel
Siegerinnen: Walerija Solowjowa und Maryna Zanevska

## Herreneinzel-Rollstuhl
Sieger: Shingo Kunieda
Setzliste
| Nr. | Spieler         | Erreichte Runde |
| --- | --------------- | --------------- |
| 01. | Shingo Kunieda  | Sieg            |
| 02. | Stéphane Houdet | Erste Runde     |

## Dameneinzel-Rollstuhl
Siegerin: Esther Vergeer
Setzliste
| Nr. | Spielerin      | Erreichte Runde |
| --- | -------------- | --------------- |
| 01. | Esther Vergeer | Sieg            |
| 02. | Korie Homan    | Finale          |

## Herrendoppel-Rollstuhl
Sieger: Stéphane Houdet und Stefan Olsson
Setzliste
| Nr. | Paarung                       | Erreichte Runde |
| --- | ----------------------------- | --------------- |
| 01. | Stéphane Houdet Stefan Olsson | Sieg            |
| 02. | Maikel Scheffers Ronald Vink  | Finale          |

## Damendoppel-Rollstuhl
Siegerinnen: Korie Homan und Esther Vergeer
Setzliste
| Nr. | Paarung                                  | Erreichte Runde |
| --- | ---------------------------------------- | --------------- |
| 01. | Korie Homan Esther Vergeer               | Sieg            |
| 02. | Daniela Di Toro Florence Alix-Gravellier | Finale          |

## Quadeinzel
Sieger: Peter Norfolk

## Quaddoppel
Sieger: Nicholas Taylor und David Wagner